# ریکا کومازاوا
ریکا کومازاوا (انگلیسی: Rika Komazawa؛ زادهٔ ۷ ژوئن ۱۹۸۲) بازیکن هاکی روی چمن اهل ژاپن است.